# سلینا گاسپارین
سلینا گاسپارین (انگلیسی: Selina Gasparin؛ زادهٔ ۳ آوریل ۱۹۸۴) ورزشکار دوگانه، و اسکی‌باز صحرانوردی اهل سوئیس است.